# Les Années lycée
Pour plus de détails, voir Fiche technique et Distribution.
Les Années lycée ou Cannabis 101 (Outside Providence) est un film américain réalisé par Michael Corrente et sorti en 1999. Il s'agit de l'adaptation d'un roman de Peter Farrelly, qui coécrit par ailleurs le script avec son frère Bobby.

## Synopsis
Quand le père d'un jeune garçon l'inscrit dans une école pour qu'il ait son diplôme, il ne s'attendait pas à ce que son fils fasse du grabuge

## Fiche technique
- Titre original : Outside Providence
- Titres français : Les Années lycée
- Titre québécois : Cannabis 101
- Réalisation : Michael Corrente
- Scénario : Michael Corrente, Peter et Bobby Farrelly, d'après un roman de Peter Farrelly
- Direction artistique : Tom Walden
- Décors : Chat Detwiller
- Costumes : Annie Dunn
- Photographie : Richard Crudo (en)
- Montage : Kate Sandford
- Musique : Sheldon Mirowitz
- Production : Michael Corrente, Peter et Bobby Farrelly, Randy Finch
- Distribution : Miramax Films
- Budget : 7 000 000 USD
- Pays de production :  États-Unis
- Langue : anglais
- Format : 1.85:1 • 35 mm • Couleur  Dolby Digital
- Durée : 96 minutes
- Date de sortie : 1999[Quand ?]

## Distribution
Légende : VQ = Version Québécoise
- Shawn Hatosy (VQ : Joël Legendre) : Tim Dunphy
- Alec Baldwin (VQ : Raymond Bouchard) : Vieux Dunphy
- Jonathan Brandis : Mousy
- Adam LaVorgna : Tommy
- Jesse Leach : Decenz
- Jon Abrahams (VQ : Hugolin Chevrette) : Drugs Delaney
- Richard Jenkins : Barney
- Mike Cerrone (en) (VQ : Bernard Fortin) : Caveech
- George Wendt : Joey
- Timothy Crowe (VQ : Jacques Lavallée) : Caveech
- Gabriel Mann (VQ : François Godin) : Jack Wheeler
- George Martin (VQ : Alain Gélinas) : Dean Mort
- Jack Ferver (VQ : Martin Watier) : Irving Waltham
- Amy Smart (VQ : Camille Cyr-Desmarais) : Jane Weston